# Гејт (Оклахома)
Гејт (енгл. Gate) град је у америчкој савезној држави Оклахома.

## Демографија
По попису из 2010. године број становника је 93, што је 19 (-17,0%) становника мање него 2000. године.
| Група             | 2000.       | 2010.      |
| Белци             | 105 (93,8%) | 72 (77,4%) |
| Афроамериканци    | 0 (0,0%)    | 6 (6,5%)   |
| Азијати           | 0 (0,0%)    | 0 (0,0%)   |
| Хиспаноамериканци | 5 (4,5%)    | 11 (11,8%) |
| Укупно            | 112         | 93         |